# معمای کارائیب
معمای کارائیب (انگلیسی: A Caribbean Mystery) رمانی جنایی اثر آگاتا کریستی است.
این کتاب که از مجموعه داستان‌های خانم مارپل می‌باشد در ۱۶ نوامبر ۱۹۶۴ در بریتانیا توسط انتشارات کولینز کرایم کلوب و در سال ۱۹۶۵ توسط انتشارات داد، مید اند کمپانی در آمریکا به‌چاپ رسیده‌است.
قیمت کتاب در بریتانیا ۱۶ شیلینگ و در آمریکا ۴٫۵ دلار بوده‌است.

## داستان
خانم مارپل پس از بهبود بیماری‌اش، با کمک مالی برادرزاده‌اش ریموند وست، به جزیره کوچکی در کارائیب می‌رود و در هتل آنجا مستقر می‌شود
در آنجا او با سرگرد پال گریو آشنا می‌شود.
سرگرد تصمیم می‌گیرد به خانم مارپل عکس یک قاتل سریالی فراری را نشان دهد، اما تصمیمش عوض می‌شود.
صبح روز بعد جسد سرگرد در اتاقش پیدا می‌شود.
کمی بعد، خدمتکاری به نام ویکتوریا و خانمی به نام لاکی نیز کشته می‌شوند.
خانم مارپل با کمک یکی از مهمانان به نام آقای رافائِل، سرانجام قاتل را می‌یابد.